# Зоран В. Петровић
Зоран В. Петровић (7. април 1949 — 2009) је био српски каратиста.

## Биографија
Зоран Петровић рођен је у Ћуприји 7. априла 1949. године. Завршио Техничку школу у Чачку. Бавио се приватним предузетништвом. Један од пионира карате спорта у Чачку и Србији. Цео животни и радни век провео у Чачку где је и умро 2009. године.

## Спортска каријера
Каратеом почео да се бави 1969. године. Пионир карате спорта у Чачку и један од оснивача Карате клуба Борац Чачак. Био је тренер у клубу осам година (1970—1978), а затим и директор.
Био је председник Такмичарске комисије КСЈ четири године, председник Судијске комисије КСЈ две године и члан Управног одбора КСЈ.
Носилац црног појаса III степен у каратеу и I степена у Фул-контакту.
Добитник је великог броја признања Карате савеза Југославије.

## Спољашњи извори
- Борчеве звезде